# Kurt Darren
Kurt Johan van Heerden, mieux connu comme Kurt Darren, né à Pretoria le 19 février 1970 est un chanteur sud-africain, auteur-compositeur-interprète et animateur de télévision, qui a remporté des récompenses de la musique d'Afrique du Sud (South African Music Awards) entre 2007 et 2011. En outre, il apparaît comme acteur dans plusieurs films sud-africains.

## Biographie et œuvre
Grâce à une éducation bilingue, reçue au sein de sa famille (son père étant Afrikaner, sa mère anglophone), Kurt Darren parle couramment afrikaans et anglais. Sa compétence bilingue lui permet de produire des albums dans les deux langues. Sur son premier album, For Your Precious Love, de 1995, il chante d'ailleurs en anglais, mais ce n'est qu'après la sortie d'un album afrikaans, Meisie meisie, qu'il réussit à percer en 2002. De 2006 à 2011, Darren présente Jukebox, une émission populaire en Afrique du Sud, diffusée par kykNET. Pendant l'émission, diffusée en direct par diverses stations de radio, les appelants ont la possibilité de demander des clips de musique de leur choix alors que des messages, envoyés par SMS, défilent sur l'écran.

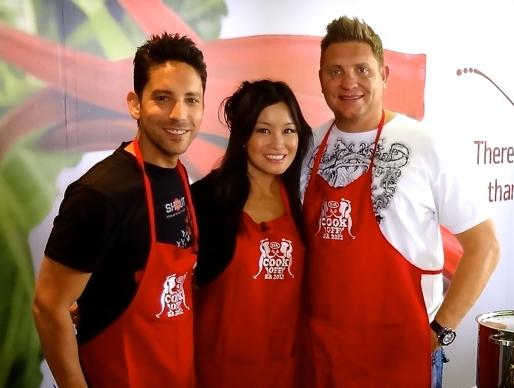
Kurt Darren (à droite) avec Danny K et Jen Su, pendant le Défi du cuisinier de l'Afrique du Sud (2012) (Cook-off SA Challenge).

En 2008, Darren se produit au concert 46664 en l'honneur de Nelson Mandela,. Le 8 janvier 2011, il se marie avec le modèle sud-africain Dunay Nortjé. Dans les médias, le chanteur se plaint, en 2013, d'avoir été menacé par la mafia italienne d'Afrique du Sud pour avoir été trouvé une nuit par Joost van der Westhuizen, dans sa maison, en compagnie d'Amor Vittone, l'ex-épouse du joueur de rugby. Le 7 juillet 2013, Darren souffre de graves blessures à la suite d'un accident de voiture en rentrant chez lui après avoir assisté à un match de rugby. Son agent, Marnus Bisschoff, et son secrétaire sont également gravement blessés. Tous sont transférés d'urgence à l'hôpital, où l'examen révèle chez Darren onze côtes cassées et de graves blessures à la tête. Il quitte l'hôpital après des semaines de traitement. Beaucoup de ses concerts doivent être annulés. Après plusieurs mois de convalescence, il reprend la vie active avec un programme de concerts révisé et une tournée aux États-Unis et en Europe début 2014. Ainsi, il chante à l'occasion de l'installation solennelle du président contesté Jacob Zuma, réélu en 2014, ce qui lui attire les foudres de la droite, notamment sur les médias sociaux Twitter et Facebook,.
Beaucoup des chansons afrikaans de Kurt Darren sont connues en Europe par de nouvelles versions d'interprètes des Pays-Bas et de Belgique ou, dans une certaine mesure, aussi d'Allemagne et d'Autriche,. De plusieurs chansons de Darren existent des versions néerlandaises : Staan op (Lève-toi), dont Jan Smit enregistre un remake, Sta op (Lève-toi) ; Meisie Meisie (Nana ! nana !), dont la version de Henk Wijngaard s'intitule Meissie Meissie (Nana ! nana !) ; Kaptein, span die seile (Capitaine, hisse les voiles !), un tube connu en Belgique comme Kap'tein (Capitaine) de Bart Kaëll ;  Hemel op Tafelberg (Le Paradis sur la montagne de la Table), dont Wim Soutaer crée la version néerlandaise, Die zomer gaat nooit voorbij (L'été ne finira jamais) ; Af en af (Les Lumières s'éteignent), une chanson à succès également connue - et sous le même titre - du répertoire de Helemaal Hollands et de celui de Mike & Colin, qui l'intitulent Alles is top (Tout est super) ; Bloubergstrand se sonsak (Le Coucher du soleil de Bloubergstrand), une chanson interprétée par Vinzzent sous le titre Dromendans (Danse de rêve). De Meisie Meisie, Klostertaler enregistre une version allemande intitulée Hallo Süße (Salut, mignonne),.

## Ressources

### Discographie

#### CD
- 1995 : For Your Precious Love (Pour ton amour precieux)
- 1997 : Just When I Needed You Most (Lorsque j'avais le plus besoin de toi)
- 1998 : Kurt Darren (Kurt Darren)
- 2000 : Since I Found You (Depuis que je t'ai trouvée)
- 2001 : Net jy alleen (Toi toute seule)
- 2002 : Meisie meisie (Nana ! nana !)
- 2003 : Sê net ja (Dis juste oui)
- 2004 : Staan op (Lève-toi)
- 2005 : Vat my, maak my joune (Prends-moi, fais-moi tien)
- 2006 : Lekker lekker (Chouette !  chouette !)
- 2007 : Voorwaarts mars (En avant, marche !)
- 2008 : 30 goue sokkietreffers (Trente chansons à succès du genre sokkie)
- 2008 : Uit die diepte van my hart (Du fond de mon cœur)
- 2009 : Smiling back at me (En me souriant)
- 2009 : Die beste medisyne (Les Meilleurs Remèdes)[3]
- 2010 : Met liefde/With Love (Avec amour)
- 2010 : Oos-wes tuis bes (On est bien chez soi) (édition de luxe)[13]
- 2011 : Kurt Kaptein se platinum treffers (Les Plus Grands Succès de Kurt Capitaine)
- 2012 : In jou oe (Dans tes yeux)
- 2014 : Seerower
- 2015 : Lied Vir Die Vrou
- 2016 : Sal Jy Met My Dans?
- 2017 : Laat Die Dansvloer Brand

#### Singles / Vidéographie
en afrikaans
- Meisie meisie (Nana ! nana !)
- Staan op (Lève-toi)
- Kom ons dans in Afrikaans (Dansons en afrikaans)
- Kaptein (Capitaine)
- Af en af (Les Lumières s'éteignent)
- Lekker lekker (Chouette !  chouette !) (2007)
- Voorwaarts mars (En avant, marche !) (2008)
- Hemel op Tafelberg (Le Paradis sur la montagne de la Table) (2009)
- Daar doer in die donker (Par là, dans l'obscurité) (2008)
- Loslappie (Une fille facile) (2009)
- Bloubergstrand se sonsak (Le Coucher du soleil de Bloubergstrand) (2010)
- Lekkerbekkie (Petit gourmand) (2011)
- Heidi (Heidi) (2012)
- Stoomtrein (Train à vapeur) (avec Snotkop) (2012)
- Kom bietjie hier (Viens un peu ici) (2012)

en néerlandais
- Voor altijd (À jamais) (2013)

en anglais
- You (Toi)
- Standing on the Edge (Au bord du précipice)
- Sunday (Dimanche)

en vedette
- Shame and Scandals (Honte et Scandales) (Kurt Darren mis en vedette dans Dr. Victor & The Rasta Rebels) (2012)

#### DVD
- 2005 : Op toer (En tournée)
- 2008 : Treffers live (Grands succès en concert)
- 2008 : Die video's (Les Vidéos)

### Filmographie
- Ek lief jou (Je t'aime), 2011 (Wessels tient le rôle principal de Dirk de Jong)
- Susanna van Biljon (Susanne de Biljon), 2010
- Liefling (Ma chérie) 2010

### Sources
- (af) Cet article est partiellement ou en totalité issu de l’article de Wikipédia en afrikaans intitulé « Kurt Darren » (voir la liste des auteurs).

- (de) Cet article est partiellement ou en totalité issu de l’article de Wikipédia en allemand intitulé « Kurt Darren » (voir la liste des auteurs).

- (en) Cet article est partiellement ou en totalité issu de l’article de Wikipédia en anglais intitulé « Kurt Darren » (voir la liste des auteurs).

- (nl) Cet article est partiellement ou en totalité issu de l’article de Wikipédia en néerlandais intitulé « Kurt Darren » (voir la liste des auteurs).